# Hip Hop Kemp
Koordinaten: 50° 14′ 44,4″ N, 15° 50′ 5″ O

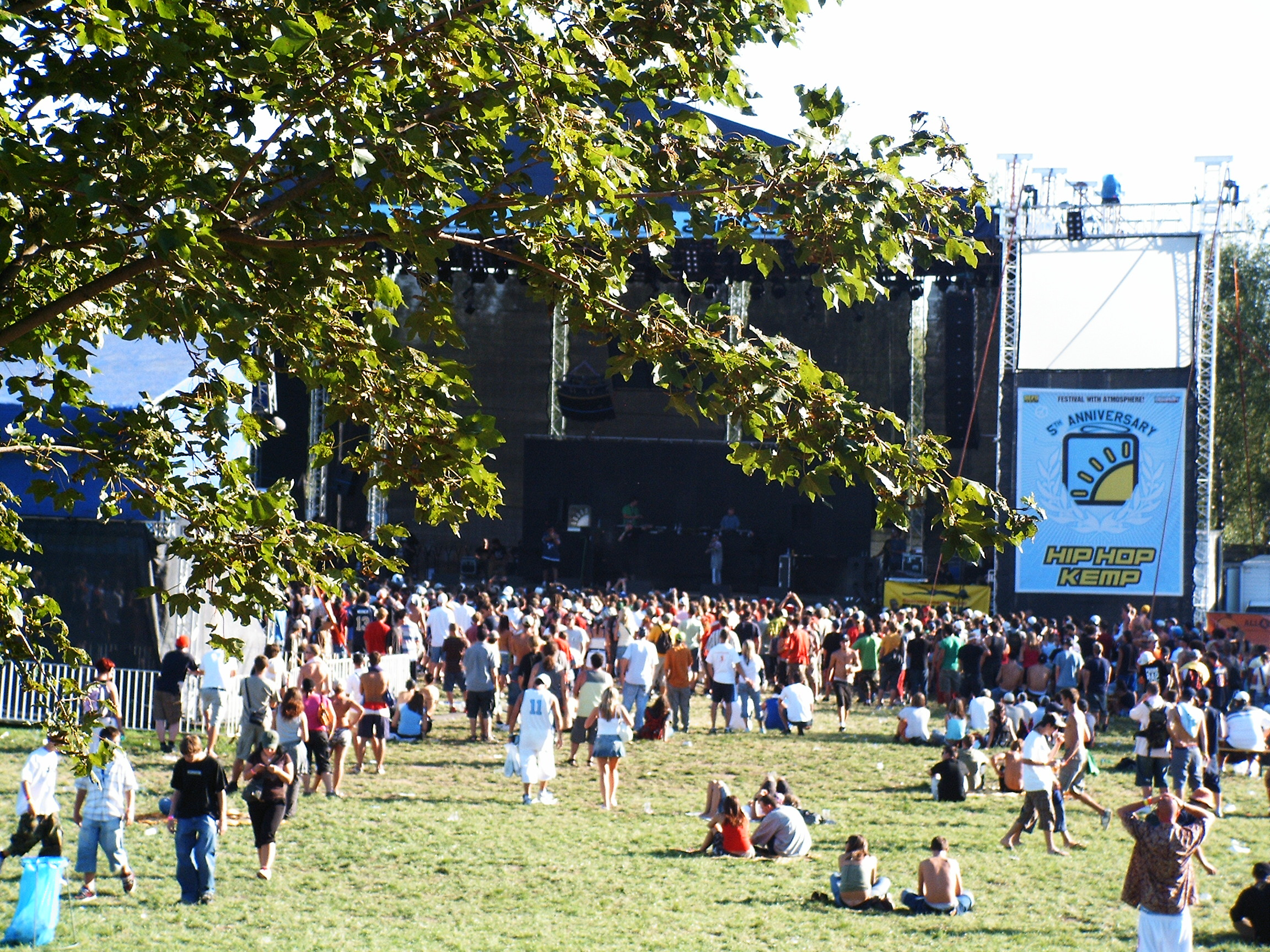
Hip Hop Kemp 2006

Das Hip Hop Kemp war eines der größten Hip-Hop-Festivals in Europa. Es fand jährlich in der dritten Augustwoche an vier Tagen in Tschechien statt.

## Geschichte
Das Festival wurde im Jahre 2002 das erste Mal abgehalten und hat sich seit damals dem Gedanken der Community und der „Vier Elemente“ der Hip-Hop-Kultur verschrieben. Deshalb entstand auch das Motto „Festival With Atmosphere“.
DJ-Workshops, Breakdance-Battles und Möglichkeiten für Graffiti-Aktionen standen seit Beginn des Festivals auf dem Programm, ebenso die Auftritte internationaler MCs und Gruppen, wobei weniger Wert auf große Namen und komplizierte Technik als auf Inhalte und Live-Qualitäten gelegt wurde. Es wurden auch Gruppen aus verschiedenen europäischen Ländern sowie aus den USA und Kanada eingeladen. Dies stellt insofern ein Wagnis dar, als es im Hip-Hop üblich ist, seine Texte in der eigenen Landessprache zu verfassen, wobei selbst Rap aus Österreich oder der Schweiz nicht immer von allen deutschsprachigen Besuchern gleichermaßen verstanden wird. Dazu kommen Gruppen hauptsächlich aus Tschechien, der Slowakei und Polen.
Das Festival fand in seiner Anfangszeit zweimal in Pardubice statt, im Jahre 2004 übersiedelte das „Hip Hop Kemp“ auf größere Freiflächen in Hradec Králové  am Ufer des Silbersees. Seit 2005 wird das „Hip Hop Kemp“ auf dem ehemaligen sowjetischen Flugfeld abgehalten, welches mit seinen großräumig verteilten Hangars ideale Bedingungen für mehrere Veranstaltungsräume und Bühnen bietet.
Durch die Nähe zur polnischen und deutschen Grenze, die sowohl für die Wahl von Pardubice als auch für Hradec Králové als Veranstaltungsort vorteilhaft war, steht ein großes mitteleuropäisches Einzugsgebiet zur Verfügung. Im Jahr 2011 wurde zum 10-jährigen Jubiläum ein neuer Besucherrekord mit 25.000 Teilnehmern verzeichnet.
Aufgrund der COVID-19-Pandemie wurde das Festival jeweils von 2020 bis 2022 abgesagt. Noch vor dem geplanten Festival 2023 teilte der Veranstalter mit, dass das Festivalgelände umgebaut wird und die nächste Ausgabe daher für 2026 geplant ist.

## Nebenveranstaltungen
Break- und Streetdance Stage, Official Skate Championship Vertical Ramp, Streetball Court, Texas Hold’em Poker-Arena, 1000m Graffiti Wall Außenwand, Bungee Jumping, Bootverleih, Aquazorbing auf dem Badesee, Seilbahn, Paintball, Bogenschießen, Wasserfußball

## Musikrichtungen
Stages: Hip Hop

Hangars: Hip Hop, Grime, Reggae, Dancehall Reggae

## Festivals
1. Hip Hop Kemp 16. – 18. August 2002
Freibad Cihelna in Pardubice

Künstler (Auswahl): Phi-Life Cypher, Millennium Metaphors, Task Force, Chester P, Az Ido Urai, Five Deez, Wee Bee Foolish, Coltche

Besucheranzahl: 3.500
2. Hip Hop Kemp 15. – 17. August 2003
Freibad Cihelna in Pardubice

Künstler (Auswahl): Mr. Lif, DJ Vadim, K-Otix, Looptroop, Phi-Life Cypher, The Perceptionists, Akrobatik, First Rate, Yarah Bravo, Russian Percussion, Die Coolen Säue (DCS), Waxolutionists, Breez Evahflowin, IQ, Bow Wave

Besucheranzahl: 8.000
3. Hip Hop Kemp 13. – 15. August 2004
Silbersee (Strbrny Rybnik) in Hradec Králové

Künstler (Auswahl): DJ Vadim, Taskforce, Dendemann, Torch & Toni-L, Demigodz, Blade, Wildchild von Lootpack, Killa Kela, Promoe von Looptroop, 7L & Esoteric, Louis Logic, Yarah Bravo

Besucheranzahl: 13.000
4. Hip Hop Kemp 19. – 21. August 2005
Festivalpark Airport (Letiste) in Hradec Králové

Künstler (Auswahl): Masta Ace, Inspectah Deck, The Last Emperor, Mod The Black Marvel, Foreign Beggars, 45 Scientific, Zombi Squad, DJ Vadim & One Self, Static & Nat Ill, Skinny Man, Dendemann, Blumentopf, Texta, Total Chaos, Lordz Of Fitness, Long Lost Relative (DJ Werd), Waxolutionists, DJ Mirko Machine, Lenny, Genda, Galla (RAG), Da Germ, Zombie Squad, Shlomo, Wordsworth, Sepalot, Sprinta

Besucheranzahl: 16.000
5. Hip Hop Kemp 18. – 20. August 2006
Festivalpark Airport (Letiste) in Hradec Králové

Künstler (Auswahl): Non Phixion, One Self, DJ A-Trak, Cali Agents (Planet Asia & Rasco), M.E.D., DJ Krush, Stieber Twins, Curse, Pyranja, Surowa Wersja, R.A. The Rugged Man, Afu-Ra, Luut & Tütli, Rooftop Clique, Marc Hype & Jim Dunloop, DJ Vadim, One Self, Sway & Pyrelli, DJ Tigerstyle, Klashnekoff, DJ Maxxx & Der Schöne Ralf, Hocus Pocus, C2C, Hörspielcrew

Besucheranzahl: 20.000
6. Hip Hop Kemp 24. – 26. August 2007
Festivalpark Airport (Letiste) in Hradec Králové

Künstler (Auswahl): Bahamadia, Black Milk, Boy Better Know, CunninLynguists, Dave Ghetto, Dendemann, Der Schöne Ralf, Dilated Peoples, DJ Logan Sama & M.O.V.E.M.E.N.T., DJ Maxxx, DJ Revolution, DJ Vadim's Soundcatcher Tour, DNK Movement, eMC, Faith SFX, Frazer, Heltah Skeltah, L.Man, Likwit Junkies, M.O.P., Mystic & Hezekiah, Non Plus Ultra, Redman, Stig Of The Dump + Dr. Syntax + DJ Blufoot, Swollen Members, TTR Allstars, Warszafski Deszcz

Besucheranzahl: 18.000
7. Hip Hop Kemp 22. – 24. August 2008
Festivalpark Airport (Letiste) in Hradec Králové

Künstler (Auswahl): 2cztery7 + Flexxip & Emil Blef, Aka + Sean John, Ans, Army Of The Pharaohs, Atmosphere + Brother Ali, B-ski, Ba2s, Bpm, Chipmunk, Coki, DJ Jack, DJ Lefto, DJ Logan Sama, DJ Mk, DJ Sticky Dojah, DJ Swordz, DJ Tuco, Dtonate, Durrty Goodz, eMC, Frontrapperkonferenz, Gulos Potrok, Haitian Star A.k.a. Torch, Huss & Hodn, IdeaFatte, Illuzionists (maztah – Chocolatic – Opia), Kano, Kenny Muhammad The Human Orchestra, Kontrafakt, Kool Savas, Kristee, Leeroy (ex-saïan Supa Crew), Lodeck W. Gen.rc, Looptroop Rockers, LÚzer, Machine Funck, Majors, Mental Cut, Mioki Crew (DJ Coma – DJ Dough & DJ Sleek), Miretz & Es-ha, Moja Rec, Mr.Lif & Akrobatik, Nato, Navigators, O.S.T.R., Olli Banjo, Pete Philly & Perquisite, Pharoahe Monch, Pio Squad, PSH, SedlÁci, Side 9000, Snowgoons Soundsystem Ft. Sicknature, Stig Of The Dump, Strapo, Tafrob, The Dynamics, The Roots, Tpwc (sokol & Pono), Turntable Jazz Live, U.n.i.t.y. B-girl Stage, Vec, Wax Tailor, Zion I, Zverina

Besucheranzahl: 18.000
8. Hip Hop Kemp 20. – 22. August 2009
Festivalpark Airport (Letiste) in Hradec Králové

Künstler (Auswahl): 3rd Party, Adam Tensta, Amewu, B.O.B., Big Left, Bishop Lamont, Black Milk, Blady Kris, Blak Twang, Blu & Exile, Camp Lo, Casper, Cymarshall Law, Devin The Dude, DJ DBefekt, DJ Spinhandz, DJ Werd, El Da Sensei, F.R., Fallacy, Favorite, Herr Von Grau, Huss N Hodn, Ill Bill, INDY & WICH, J-Live, Jim Dunloop, John Robinson, K.I.Z, Killa Kela, King Orgasmus, Kollegah, Kontrafakt, La Coka Nostra, Lady Daisey, Lady Sovereign, Marc Hype, Method Man, Moja ReČ, Mr Bang On, Numer Raz, Pih, Pio Squad, Planet Asia, Prinz Pi, Qwazaar, Reef The Lost Cauze, Reks, Sages Poetes De La Rue, Sicknature, Slaine, Snowgoons, Soul Theory, Strapo, Tede, Termanology, TeTris, The Returners, Torae, U-N-I, Vec + Zverina, Vladimir 518, Warszafski Deszcz

Besucheranzahl: 15.000
9. Hip Hop Kemp 19. – 21. August 2010
Festivalpark Airport (Letiste) in Hradec Králové

Künstler (Auswahl): Beat Torrent, Block McCloud, Boot Camp Clik, Breakestra, Casper, Chali 2na, Cold Steel – Phat Kat & Elzhi, DJ Scientist, Fashawn & Exile, Foreign Beggars, Grime Allstars, H16, Indy & Wich + La4, Jack Flash, K-Boogie, Kontrafakt, La Melodia, Large Professor, Malpa, Marc Hype, Masta Ace & Edo G, Necro, Peto Tázok & Karaoke Tundra, Pezet & Malolat, Pio Squad, Prago Union, PSH, Q-Tip, Rap History Berlin, Roots Manuva, Sabac Red, Samy Deluxe, Sat l’artificier, Snowgoons, The Returners & Ghettosocks, Woody Madera

Besucheranzahl: 15.000
10. Hip Hop Kemp 18. – 20. August 2011
Festivalpark Airport (Letiste) in Hradec Králové

Künstler (Auswahl): 3oda Kru, Arsonists, Baby Boogaloo, Beat Torrent, Black Milk, Dikke Vandalen, DJ Maztah, DJ Spinhandz, DJ Static, DJ Vadim, Donato, Don Guralesko, Sedge Warbler, Eklips, Eldo, Funkverteidiger, Gramo Rokkaz, Grubson, Guilty Simpson, H16, Herr von Grau, Hocus Pocus, Homeboy Sandman, Huss & Hodn, Ill Bill, K.I.Z, Kontrafakt, Logos Apili, Looptroop Rockers, Manzele, Method Man, M.O.P., Mr.Lif, Mystro, OFWGKTA (Odd Future Wolf Gang Kill Them All), Oliver Lowe, Pac Div, Parias, Pelson, Phi-Life Cypher, Pio Squad, PMD, Prago Union, PSH, Pugs Atomz, Random Axe, Rap History Berlin, R.A. The Rugged Man, Redman, Sabira Jade, Sean Price, Sean Strange, Sicknature, Snowgoons, Strapo, Suff Daddy, Tafrob, The Electric, The Cool Kids, Tony Touch, Vinnie Paz, Wildchild, Wlodi, Yarah Bravo

Besucheranzahl: 25.000
11. Hip Hop Kemp 16. – 18. August 2012
Festivalpark Airport (Letiste) in Hradec Králové

Künstler (Auswahl): Beat Junkies, Boy Wonder, Clementino, Dam-Funk, Danny Brown, Diamond D, Dilated Peoples, DJ Babu, DJ Fatte, DJ Melo-D, DJ Mr. Len, DJ Rhettmatic, DJ Spinhandz, Dope D.O.D., Dope One, Efthymis, Ektor, Elzhi, Favorite, Foreign Beggars, Freddie Gibbs, Gramo Rokkaz, H16, Haem, Idea, J-Rocc, Jay Diesel, Jean Grae, Killakikitt, Kochan, Koolade Beats Rocky, Macklemore, Madlib, Majk Spirit, Małpa, Marsimoto, Marysia Starosta, Maylay Sparks, MC Gey, Moja Rec, Mos Def, Oh No, Oliver Lowe, O.S.T.R., Oyoshe, Paulie Garand, Peedi Crakk, Prop Dylan, Rest, Ryan Lewis, Sicknature, Snowgoons, Sodoma Gomora, Sokol, Soulkast, Strapo, Tabasko, Tafrob, Taktloss, Tempa T, The Doppelgangaz, Ty Nikdy, Virtuoso, Zorak

Besucheranzahl: 18.000
12. Hip Hop Kemp 22. – 24. August 2013
Festivalpark Airport (Letiste) in Hradec Králové

Künstler (Auswahl): Amewu, Android Asteroid, Apollo Brown, Baauer, Big Daddy Kane, Big Narstie, Bisz, B.O.K. Liveband, Boyband, Burney MC, Champion Sound Liveband, Delirium Tremenz, De La Soul, Die Orsons, DJ Dubplates, DJ Mike Steez, DJ T-Robb, DJ Werd, DJ Wich, Ektor, El-P, Esa, Fashawn, Gavlyn, Gruby Brzuch, Guilty Simpson, H16, Herr von Grau, Hezekiah, Haitian Star A.k.a. Torch, Hiob & Morlockk Dilemma, Homeboy Sandman, Hulk Hodn, James Cole, Jukebox Champions, JWP, Kato Band, Kendrick Lamar, Komplot, Kontrafakt, Lords Of The Underground, M-Phazes & Illy, Megaloh, Mioush, Moja Rec, Murse, Oddisee, Organized Threat, Pervers, Poetic Death, Prago Union, Professor Groove, Pyranja, R.A. The Rugged Man, Retrogott, Rodney P, Shabazz Palaces, Shystie, Skitz, Souls Of Mischief, Stalley, Static, Te-Tris, The Disablists, Trzeci Wymiar, Umse, Vec, Vladimir 518, WeFunk DJs, W.E.N.A., Yarah Bravo

Besucheranzahl: 20.000
16. Hip Hop Kemp 17. – 18. August 2017
Festivalpark Airport (Letiste) in Hradec Králové

Künstler (Auswahl): Common, Jedi Mind Tricks, D.I.T.C., Oddisee & Good Company, Apollo Brown & Skyzoo, Edgar Wasser, Nosliw, Mädness & Döll, Slowy & 12Vince, Waxolutionists, Tice, Marz, Sonne Ra, T9, Lethal Bizzle, Rejjie Snow, The Mouse Outfit, Little Simz, Jeremy Ellis, Alltta, Prop Dylan, Kontrafakt, Vladimír 518, Pro8l3m

Besucheranzahl: 25.000
17. Hip Hop Kemp 23. – 25. August 2018
Festivalpark Airport (Letiste) in Hradec Králové

Künstler (Auswahl): GZA, Evidence, Trettmann, Umse, Immortal Technique, Plusmacher, Souls of Mischief, Cunninlynguists, Jeru the Damaja, Devin The Dude, Illa J, The Beatnuts, Fashawn, OG Keemo, Zugezogen Maskulin, Ed O.G. x El Da Sensei x Snowgoons DJ, Chief Keef
18. Hip Hop Kemp 15. – 17. August 2019
Festivalpark Airport (Letiste) in Hradec Králové

Künstler (Auswahl): Freddie Gibbs, Tech N9ne, Pharoahe Monch, Masego, Black Milk, Brother Ali, Apollo Brown & Rapper Big Pooh, The Alchemist, Smif-N-Wessun, Masta Ace & Marco Polo, Morlockk Dilemma, Retrogott, Snowgoons DJ